# Mercury Marauder
Der Mercury Marauder war ein von dem US-amerikanischen, zum Ford-Konzern gehörigen Automobilhersteller Mercury von 1968 bis 1970 sowie von 2002 bis 2004 angebotenes Modell und zählte in die Kategorie der full size-Muscle Cars, also der leistungsstarken Modelle der oberen Mittelklasse.

## Marauder (1968–1970)
Nachdem Mercury bereits von Frühjahr 1963 bis Herbst 1966 die zwei- und viertürigen Fastback-Ausführungen von Monterey, Montclair und Park Lane mit der Zusatzbezeichnung Marauder benannt hatte, führte das Werk zum Modelljahr 1969 den Marauder als eigenständige Modellbaureihe ein.
Der Marauder war Teil der Full-size-Modellfamilie von Mercury, allerdings ruhte er auf der im Radstand um 7,5 cm verkürzten Plattform der Kombi-Modelle und war ausschließlich als zweitüriges Hardtop-Coupé mit eigenständiger Fließheck-Dachlinie lieferbar. Die Frontpartie mit Klappscheinwerfern stammte vom Marquis. Erhältlich waren zwei Varianten, eine Basisversion mit serienmäßigem 6,4-Liter-V8 (269 SAE-PS/198 kW) und eine Sportausführung namens Marauder X-100 mit 7-Liter-V8 (365 SAE-PS/268 kW), angereicherter Ausstattung, Zweifarbenlackierung und hinteren Kotflügelabdeckungen.
1970 erhielt der Marauder als Basismotor eine gedrosselte Version des Siebenliter-V8 (324 SAE-PS/238 kW).
Danach wurde der Marauder wegen schlechter Absatzzahlen aufgegeben. Insgesamt wurden in zwei Jahren 20.709 Exemplare produziert.

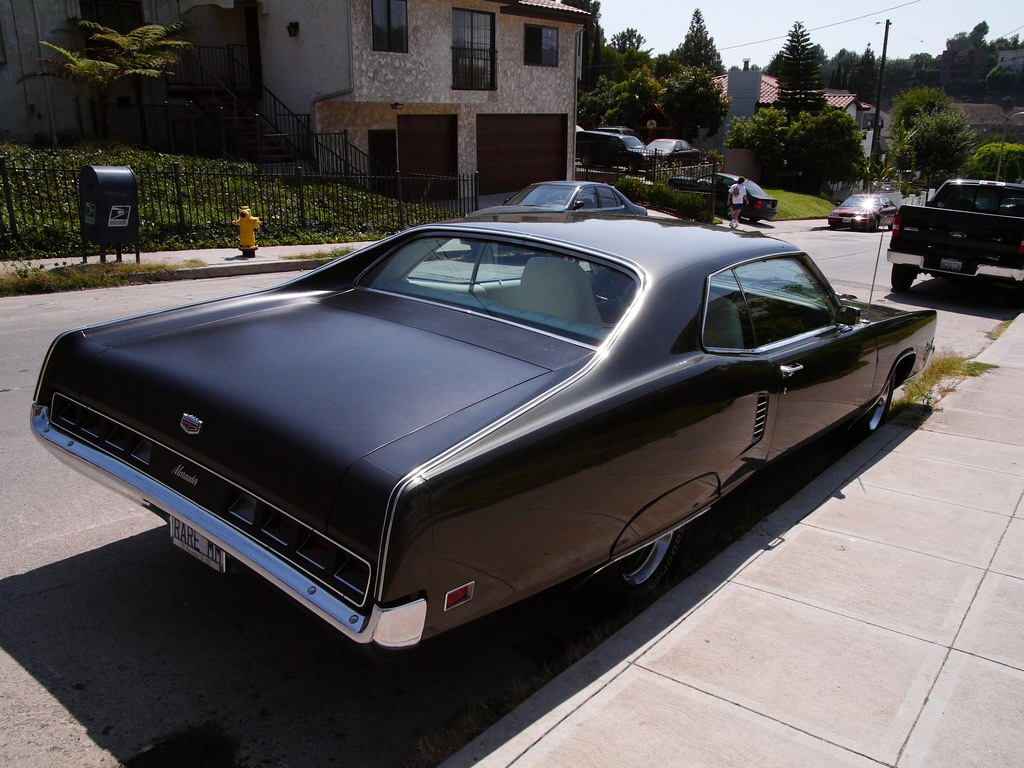
Heckansicht

|       | Marauder | Marauder X-100 |
| ----- | -------- | -------------- |
| 1969: | 9031     | 5635           |
| 1970: | 3397     | 2646           |

## Marauder (2002–2004)

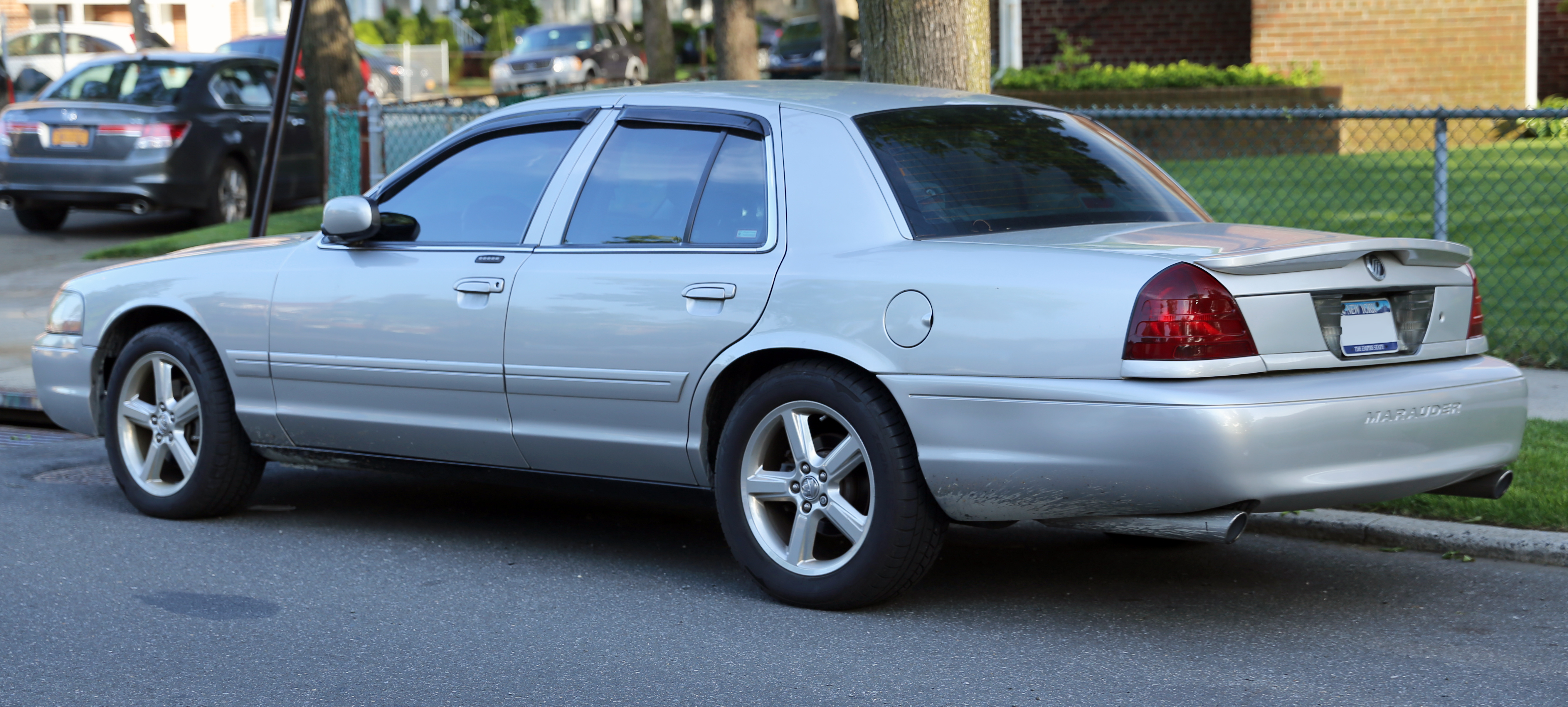
Heckansicht

Im Herbst 2002 lancierte Mercury erneut einen Marauder, diesmal eine viertürige Limousine. Dies spiegelt den Trend der 1990er-Jahre wider, in denen Coupés zugunsten von (praktischeren) Limousinenmodellen aus der Mode kamen. Beim zweiten Marauder handelte es sich um ein Schwestermodell der Panther-Plattform-Serie von Ford, nämlich des Ford Crown Victoria, des Mercury Grand Marquis und des Lincoln Town Car.
Zum Modelljahr 2003 wurde die ganze Serie, vor allem unter dem Blech, einem erheblichen Wandel unterzogen, wovon auch das neue Sportmodell, der Marauder, profitierte.
Seit 2009 ist der Marauder von Ford als Limited Edition anerkannt, ein Nachweis-Zertifikat wird fahrzeugbezogen von Ford auf Wunsch ausgestellt.

### Besonderheiten
- Als Motor erhielt er den 4,6-l-V8 der Modular-Reihe in der 4-Ventil-Version, auch bekannt als Intech. Tatsächlich war dies der gleiche Motor wie im zeitgleich gebauten Ford Mustang Mach 1 (2003 + 2004). Der Motor leistete 225 kW (306 PS) bei 6000/min. Am Heck gab es werkseitig eine ziemlich üppige Doppelauspuffanlage in verchromtem Edelstahl. Das 4-Gang-Automatikgetriebe inklusive Wandler wurde dem Motor angepasst.
- Das Fahrwerk erhielt vorn die Leichtmetallachse des Ford Crown Victoria Police Interceptor, also die verstärkte Variante der Polizeiversion. Hinten saß eine elektronisch geregelte Luftfederung mit Tokico-Dämpfern, die speziell außerhalb des Rahmens zum schnelleren Ansprechen montiert war. Ferner gab es maraudereigene 18-Zoll-Räder mit Merkurkopfemblem.
- Im Innenraum fanden sich spezielle Marauder-Sitze mit dem eingeprägten Emblem des Gottes Merkur („Mercury“), weiße Instrumentenanzeigen (Drehzahl, Geschwindigkeit, Tank, Temperatur) sowie zusätzliche Anzeigen aus Aluminium für Öl und elektrische Spannung in der Mittelkonsole. Die (Kunst-)Holzapplikationen des Grand Marquis wurden durch Varianten im Karbonstil getauscht. Der Automatikwählhebel sowie das Lenkrad mit Fernbedienungselementen waren in schwarzem Leder gehalten. Die Fußmatten vorne waren mit dem Schriftzug „Marauder“ silber bestickt.
- Außenfarben: Modelljahr 2003 nur Schwarz, 2004 auch Burgundrot, Silber und Blau. Leder-Innenfarben: Schwarz (Dark Charcoal) und Feuerstein (Light Flint)
- Teile der Reflexionsflächen in den Klarglasscheinwerfern waren speziell schwarz eingefasst. Die Rückleuchten entsprachen denen des Crown Victoria. Die vorderen Blinker/Sidemarkers hatten ein eigenes (schwarzes) Design mit integrierten Abbiegelampen (cornering lights).
- Die Liste der bestellbaren Optionen war wegen der üppigen Grundausstattung sehr kurz. Es konnten lediglich CD-Wechsler, Sitzheizung, Schiebedach und ein Kofferraum-Organizer hinzugefügt werden.

### Produktionszahlen
Aufgrund des mäßigen Erfolgs wurde die Produktion Ende 2004 eingestellt. Insgesamt wurden in zwei Jahren lediglich 11.052 Exemplare produziert.
|       | schwarz (Black) | Blau (Pearl Blue) | Silber (Silver Birch) | Rot (Dark Toreador Red) |
| ----- | --------------- | ----------------- | --------------------- | ----------------------- |
| 2003: | 7093            | 328               | 417                   |                         |
| 2004: | 1237            |                   | 997                   | 980                     |